# Апостолика-Галина (Модена)
Апостолика-Галина је насеље у Италији у округу Модена, региону Емилија-Ромања.
Према процени из 2011. у насељу је живело 31 становника. Насеље се налази на надморској висини од 11 м.